# Orsara Bormida
Orsara Bormida là một đô thị ở tỉnh Alessandria trong vùng Piedmont của Italia, có vị trí cách khoảng 80 km về phía đông nam của Torino và khoảng 25 km về phía nam của Alessandria, hữu ngạn sông Bormida. Tại thời điểm ngày 31 tháng 12 năm 2005, đô thị này có dân số 420 người và diện tích là 5,14 km².
Đô thị Orsara Bormida có các frazioni (các đơn vị cấp dưới, chủ yếu là các làng) San Quirico, Moglia, Piano and Uvallare.
Orsara Bormida giáp các đô thị: Montaldo Bormida, Morsasco, Rivalta Bormida, Strevi, và Trisobbio.